# Beautiful Ohio
Pour plus de détails, voir Fiche technique et Distribution.
Beautiful Ohio est un film américain réalisé par Chad Lowe, sorti en 2006.

## Fiche technique
- Titre : Beautiful Ohio
- Réalisation : Chad Lowe
- Scénario : Ethan Canin
- Musique : Craig Wedren
- Pays d'origine : États-Unis
- Format : Couleurs - 1,85:1 - Dolby Digital
- Genre : comédie dramatique
- Date de sortie : 2006

## Distribution
- William Hurt : Mr Messerman
- Rita Wilson : Mme Messerman
- Brett Davern : William
- David Call (en) : Clive
- Michelle Trachtenberg : Sandra
- Hale Appleman : Elliot
- Tom McCarthy : William 30's
- Julianna Margulies : Mme Cubano
- Matt Servitto : Mr Cubano
- Spencer Grammer : Carlene
- Wai Ching Ho : Femme âgée
- Ryan Hoffman : Chet
- Isiah Whitlock Jr. : Mr Lebreaux
- Jeremy Allen White : Clive jeune
- Mike Ness : Chanteur